# Răzvan Marin
Răzvan Gabriel Marin (ur. 23 maja 1996 w Bukareszcie) – rumuński piłkarz, grający na pozycji środkowego pomocnika we włoskim klubie Cagliari Calcio oraz w reprezentacji Rumunii. Uczestnik Mistrzostw Europy 2024. Jest synem Petre Marina, także piłkarza i byłego reprezentanta kraju.

## Kariera piłkarska
Swoją karierę piłkarską Marin rozpoczął w klubie Viitorul Konstanca. W 2013 roku stał się członkiem pierwszego zespołu. 18 października 2013 zadebiutował w jego barwach w pierwszej lidze rumuńskiej w przegranym 0:4 wyjazdowym meczu ze Steauą Bukareszt. 15 marca 2015 strzelił swojego pierwszego gola w lidze w wygranym 2:1 wyjazdowym spotkaniu z CFR 1907 Cluj.
Na początku 2017 roku Marin przeszedł za 2,4 miliona euro do Standardu Liège. Zadebiutował w nim 22 stycznia 2017 w przegranym 0:3 domowym meczu z Club Brugge.
| Sezon   | Klub               | Kraj     | Rozgrywki     | Mecze | Gole |
| ------- | ------------------ | -------- | ------------- | ----- | ---- |
| 2013/14 | Viitorul Konstanca | Rumunia  | Liga I        | 10    | 0    |
| 2014/15 | Viitorul Konstanca | Rumunia  | Liga I        | 17    | 1    |
| 2015/16 | Viitorul Konstanca | Rumunia  | Liga I        | 28    | 3    |
| 2016/17 | Viitorul Konstanca | Rumunia  | Liga I        | 20    | 4    |
| 2016/17 | Standard Liège     | Belgia   | Eerste klasse | 18    | 2    |
| 2017/18 | Standard Liège     | Belgia   | Eerste klasse | 33    | 4    |
| 2018/19 | Standard Liège     | Belgia   | Eerste klasse | 38    | 10   |
| 2019/20 | AFC Ajax           | Holandia | Eredivisie    | 10    | 0    |
| 2020/21 | Cagliari Calcio    | Włochy   | Serie A       | 37    | 3    |

## Kariera reprezentacyjna
Marin w swojej karierze grał w młodzieżowych reprezentacjach Rumunii na różnych szczeblach wiekowych. W reprezentacji Rumunii zadebiutował 8 października 2016 roku w wygranym 5:0 meczu eliminacji do MŚ 2016 z Armenią, rozegranym w Erywaniu. W 11. minucie tego meczu strzelił swojego pierwszego gola w kadrze narodowej.